# Золотарёв, Николай Алексеевич
Николай Алексеевич Золотарёв (1877, Рыбинск, Ярославская губерния — 1915, Франция) — заведующий Тургеневской библиотекой в Париже в 1908—1914 годах.

## Биография
Родился в 1877 году в семье рыбинского кладбищенского священника Алексея Алексеевича Золотарёва, впоследствии протоиерея Спасо-Преображенского собора. Брат педагога и историка литературы Сергея (1872—1941?), литературного критика, публициста, общественного деятеля и религиозного философа Алексея (1879—1950), антрополога и этнографа Давида (1885—1935) Золотарёвых. Окончил Рыбинскую мужскую классическую гимназию.
В 1895 году начал учиться на юридическом факультете Московского университета, но за участие в студенческих волнениях был отчислен и арестован; удалось окончить университет в 1902 году. Несколько раз и арестовывался и высылался в Рыбинск и в последующие годы. Принимал там активное участие в земской деятельности, писал для газеты «Северный край» и других местных изданий, написал книгу «Очерк деятельности Рыбинского земства по народному образованию» (Ярославль, 1902).
Во время Русско-японской войны как прапорщик запаса был мобилизован, служил в Иркутске. В конце 1905 года принял активное участие в восстании гарнизона. Арестован, почти год находился в тюрьме; благодаря вмешательству отца отпущен под большой залог. В 1908 году, не дожидаясь суда, эмигрировал в Париж.
В 1908—1914 годах заведовал Тургеневской библиотекой. Писал для журнала «Современник»; составил «Указатель социал-демократических изданий», первая часть которого была издана в Москве в 1918 году. Бывал у брата Алексея на Капри, где они организовали и провели Первый Римский съезд культурно-просветительных организаций. С началом Первой мировой войны вступил волонтёром во французскую армию. Дважды был ранен. За воинскую доблесть награждён орденом Почётного легиона. Погиб 12 сентября 1915 года в боях на реке Марна от осколка снаряда.